# Trapania fusca
Trapania fusca is een slakkensoort uit de familie van de Goniodorididae. De wetenschappelijke naam van de soort is voor het eerst geldig gepubliceerd in 1874 door Lafont.